# Vikram Sarabhai

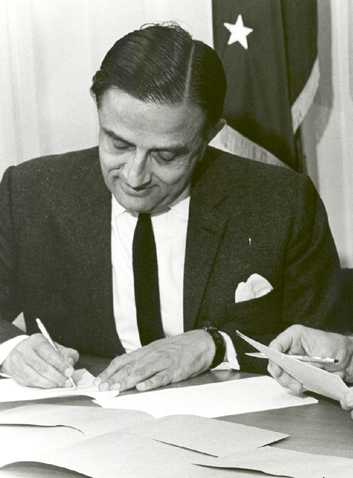
Vikram Sarabhai (1969)

Vikram Ambalal Sarabhai (* 12. August 1919 in Ahmedabad, Gujarat; † 30. Dezember 1971 in Thiruvananthapuram, Kerala) war ein indischer Physiker. Er gilt als Vater des indischen Raumfahrtprogramms und trug entscheidend zur Entwicklung der Raketen- und Satellitentechnologie seines Landes bei.

## Leben und Leistungen
Vikram Sarabhai war eines von acht Kindern einer reichen Industriellenfamilie aus dem westindischen Ahmedabad (Gujarat). Nach dem Besuch einer eigens von seinen Eltern für ihre Kinder eingerichteten Privatschule studierte er in Cambridge, wo er 1939 ein naturwissenschaftliches Studium absolvierte. Nach dem Ausbruch des Zweiten Weltkrieges kehrte er nach Indien zurück, um am Indian Institute of Science in Bangalore unter Physiknobelpreisträger C. V. Raman Kosmische Strahlung zu studieren. Während dieser Zeit nahm er eigene Strahlungsmessungen u. a. in Pune und in Kaschmir vor. Nach Kriegsende ging er erneut nach Cambridge und promovierte dort 1947 über kosmische Strahlung in den Tropen.
Zurück in seiner Heimat, gründete Sarabhai in Ahmedabad das Physical Research Laboratory (PRL), das später u. a. auch vom indischen Atomenergieministerium unterstützt wurde. Daneben war er jedoch nicht nur als Wissenschaftler, sondern auch als erfolgreicher Unternehmer tätig. 1962 trug er wesentlich zur Gründung des Indian Institute of Management (IIM) in seiner Geburtsstadt bei, das heute auch in fünf weiteren indischen Städten vertreten ist und zu den bedeutendsten Wirtschaftsakademien des Landes zählt. Im gleichen Jahr wurde er Direktor des ebenfalls auf seine Anregung hin entstandenen Indian National Committee for Space Research (INCOSPAR), welches mit der Entwicklung eines indischen Raumfahrtprogramms beauftragt wurde. 1969 entstand daraus die indische Raumfahrtbehörde ISRO. Auch Indiens erster Raketenstartplatz Thumba nahe Thiruvananthapuram entstand unter Sarabhais Leitung. 1966 wurde ihm zusätzlich der Vorsitz der Atomenergiekommission übertragen.
Vikram Sarabhai war mit der Tänzerin Mrinalini Sarabhai verheiratet. In der Nacht vom 29. zum 30. Dezember 1971 verstarb er im Alter von nur 52 Jahren nach plötzlichem Herzstillstand. Er hatte sich routinemäßig in Thiruvananthapuram aufgehalten.

## Ehrungen
Vikram Sarabhai erhielt mehrere hohe Auszeichnungen, darunter 1966 den Padma Bhushan und 1972 postum auch den Padma Vibhushan, den zweithöchsten zivilen Orden Indiens. 1970 wurde er in die American Academy of Arts and Sciences gewählt. Das Vikram Sarabhai Space Centre in Thiruvananthapuram trägt heute Sarabhai zu Ehren seinen Namen. Nach ihm wurde außerdem auch der Mondkrater Sarabhai und der Asteroid (2987) Sarabhai benannt.